# 所轄刑事
『所轄刑事』（しょかつでか）は、2004年から2016年までフジテレビ系で放送された刑事ドラマシリーズ。全10回。主演は船越英一郎。
放送枠は「金曜エンタテイメント」（第1作・第2作）、「金曜プレステージ」（第3作 - 第9作）、「金曜プレミアム」（第10作）。
原作は逢坂剛の「御茶ノ水警察署シリーズ」。

## キャスト

### 警視庁御茶ノ水警察署

#### 生活安全課
斉木斉（さいき ひとし）
演 - 船越英一郎
御茶ノ水署 生活安全課 保安二係長。見回りと称してはいろんな店のものを入手及び飲食しているため、「地域のヒモ」と揶揄されている。
飄々として食えない性格だが、「警察の仕事は犯罪者を逮捕することではなく、犯罪を起こさせないこと」を信条としており、犯罪を憎む気持ちは誰よりも強い。
梢田威（こずえだ たけし）
演 - 的場浩司
御茶ノ水署 生活安全課 保安二係員。階級は巡査長。斉木とは幼馴染であり腐れ縁で、暴走をたしなめるフォロー役だが、毎回振り回される。
斉木曰く「刑事ながら人を疑う事が出来ないお人よし」で、言動を利用されることが多い。
暮林ヒトミ
演 - 上原さくら（第1作 - 第8作）
御茶ノ水署 生活安全課 保安二係員。マリコやいそ子とお茶をしながら駄弁るシーンが多い。
中園蝶子
演 - 友近（第9作 - ）
御茶ノ水署 生活安全課 保安二係員。当初は交通課勤務だったが、「ミニパトを運転するのも辛い」ほどのひどい車酔い体質のため転属になった。
倉庫同然の部屋に壊れたアンプと無線で警察無線を引く、過去に起きた犯罪のデータを覚えているなど意外な特技がある。
転属当初は無口でほとんどしゃべらなかったが、徐々にくだけた面が増え、潜入捜査も行った。

#### 刑事課
辻村隆三
演 - 赤坂泰彦（第1作 - 第8作）
御茶ノ水署 刑事課 刑事課長。階級は警部。斉木及び保安二係のことを快く思っておらず、現場で居合わせると彼らを追い払う。
川崎康平
演 - 大沢樹生（第1作 - 第8作）
御茶ノ水署 刑事課 刑事課員。辻村とコンビを組む。彼も保安二係のことを快く思っていない。
本田マリコ
演 - 内田もも香（第4作 - 第8作）
御茶ノ水署 刑事課の婦警。一色の姪。しょっちゅう刑事課を抜け出しては保安二係で駄弁っており、刑事課の情報を保安二係に持ってきてくれることもある。
門脇国之介
演 - 宇梶剛士（第9作 - ）
御茶ノ水署 刑事課 刑事課員。
仙道有紀子
演 - 安蘭けい（第9作 - ）
御茶ノ水署 刑事課 刑事課長。斉木の元相棒。勝気な性格でプライドも高く斉木と対立することも多いが、刑事としての手腕は認めている。
南沢
演 - 南雲勝郎（第9作 - ）
御茶ノ水署 刑事課 刑事課員。

#### 総務課
前島いそ子
演 - 吉田日出子（第1作 - 第3作）
御茶ノ水署 総務課のベテラン婦警。斉木に刑事のイロハを叩き込んだ先生とも呼べる人物。

#### 署長
一色義男
演 - 六平直政（第1作 - 第8作）
御茶ノ水署 署長。斉木のことを評価、信頼しており、保安二係の捜査活動をバックアップしてくれるよき理解者。
普段は厳めしい顔つきだが、マリコやいそ子が来ると途端に表情が緩む。
銀林徳三
演 - 大和田伸也（第9作 - ）
御茶ノ水署 署長。一色の後任。保安二係を地下倉庫に追いやった張本人。

### その他
富井一郎
演 - 徳井優（第1作 - 第8作）
タクシードライバー。酒癖が悪く、酔っぱらって暴れていたところに殺人の容疑をかけられたのを梢田に助けてもらって以来、交通手段や情報屋として保安二係(主に梢田)に協力する。
斉木のせいで回送で長距離を走らされ、その請求書が梢田のもとに回ってくるのがお決まり。
りょーちゃん
演 - 大島蓉子（第6作・第7作）
果物屋のおかみ。
おでん屋
演 - 菅田俊（第9作・第10作）
斉木の情報屋。強面で口も悪いが情報屋としての腕は確か。斉木の口ぶりから元極道であること、屋台は無許可で営業していることがうかがえる。

### ゲスト
第1作「必死の捜査報告」（2004年）
- 宮部純子（スナックのママ） - 水島かおり
- 西原和枝（西原の妻） - 朝加真由美
- 星野良一（警備員） - 石倉三郎
- 堀部猛夫（従業員） - 村井克行
- 小早川晃（サラ金の取り立て屋） - 出光秀一郎
- 田上正人（純子の婚約者） - 内浦純一
- 西原精三（骨董屋「松竹堂」主人） - 吉満涼太
- 伊藤（質屋） - 市原清彦
- 田村肇（富井の同僚） - 酒井敏也
- 関根（西伊豆署 刑事） - 鈴木正幸

第2作「必死の生活安全課」（2005年）
- 吉沢卓巳（吉沢出版 社長） - 田山涼成
- 篠山喜代子 - 吉行和子
- 日比野進（警備会社重役） - 森次晃嗣
- 笹沼祐子（ホステス） - 仁藤優子
- 室井保（カメラマン） - 伊東貴明
- 堂本 - 六角精児
- 阿久津（栃木県警那須塩原警察署 刑事） - 沼田爆
- 看護主任 - 大島蓉子
- 逢坂剛 - 作者本人で六角精児が演じる銃砲店の店主・堂本氏と店内で色々と猟銃の事で話をして客で今回の事件に付いても聞いて話をして本人は通りすがりの物書きと名乗っていた。
- マスター - 掛田誠
- 塩原記念病院 事務長 - 浅見小四郎
- 日比野淳一（日比野の息子） - 笠原秀幸
- スリ - 宮沢大地

第3作「涙の生活安全課〜必死のアキバ捜査網〜」（2007年）
- 穂積亜矢（保安員） - 純名りさ
- 高山久志（保安研修生） - 内田朝陽
- 田端布佐子 - あべ静江
- 金沢（本家店主） - 鈴木ヒロミツ
- 松野祐一（スーパー「坂上屋」店長） - 松澤一之
- 朝倉洋子（亜矢の知り合い） - 山下容莉枝
- 喜多川（千葉県警内房警察署 刑事） - 山上賢治
- 横森茂 - 春海四方
- 江藤弘之（明樟大学 学生） - 藤間宇宙
- 八百屋の女将 - 兎本有紀
- 朝倉克也（洋子の息子・高校生） - 河野弘樹
- 岡部マコト（万引きの主犯格） - 小橋川嘉人

第4作「罠にはまった生活安全課」（2008年）
- 溝口直子（美容師） - 原沙知絵
- 三浦祥二（ホスト） - 中原裕也
- 石本ユリ - 寺田千穂
- 小野薫 - 竹中里美
- 溝口晴枝（直子の母） - 蜷川みほ
- 望月（静岡県警大井川警察署 刑事） - 由地慶伍
- 前沢俊和（前沢メディア企画 社長） - 吉村明宏
- 溝口（直子の父・生活安全課所属） - 北見敏之
- 立花哲也（警視庁生活安全課 管理官） - 梨本謙次郎

第5作「走れ！生活安全課〜振込め詐欺の出し子を探せ〜」（2010年）
- 真鍋由美子（社員） - 酒井美紀
- シンシア（シンガポールからの留学生） - サヘル・ローズ
- 志賀宣之 - 浪花ゆうじ
- 児玉昭吾 - 大和屋ソセキ（幼少時代：田口司）
- 田中一郎（派遣社員） - 草野イニ
- 高橋祐司  - 野澤剣人
- 井上（明邦銀行 御茶ノ水支店長） - 酒向芳
- 衣笠（京都府警 刑事） - 浅田祐二
- 藤原悠太（和江の息子） - 辻村綾二
- 藤原和江（元祇園芸子） - 山本みどり
- 宮元雅史（明邦銀行 銀行員） - 斉藤暁
- 杉山辰郎（振り込め詐欺の被害者） - 左右田一平

第6作「欺かれた生活安全課」（2011年）
- 水島照夫（水島印刷 社長・夜間警備のバイト・聡子の実兄） - 斎藤洋介
- 水島りか（照夫と節子の娘・聡子の実姪） - 近野成美
- 水島節子（照夫の妻） - 大西多摩恵
- 小林修一郎（さわやか金融 社長） - 永澤俊矢
- 円城寺珠代（祐介の母） - 橘ゆかり
- 福士利男（青森県警弘前中央警察署 刑事） - 中西良太
- 久保正之（警備員） - 菊池健一郎
- 円城寺祐介（大学生） - 水谷百輔
- カーナビ窃盗未遂 - 瀬戸祐介
- 阿部久乃（杉村の知り合い） - 秋元博子
- 津軽五郎（演歌歌手） - 松崎しげる
- 寿司屋の店主 - なべおさみ
- 杉村史朗（新聞集金のアルバイト・りんご園の元経営者） - 冨家規政
- 鳴海聡子（東陽生命保険 御茶ノ水営業所 所員・照夫の実妹・りかの実叔母） - 多岐川裕美

第7作「能登・金沢 ストーカー連続殺人事件の闇」（2012年）
- 和泉薫（アカシア保育園 保母・梢田威の見合い相手） - 安達祐実
- 榊原哲郎（榊原法律事務所の弁護士） - 山田純大
- 服部甚三郎（加寿子の父・金沢北警察署 元刑事） - 上田耕一
- 東出壮介（東出壮介弁護士事務所の弁護士） - 堀内正美
- 服部加寿子（薫の高校の同級生） - 長澤奈央
- 和泉早苗（薫の姉・故人） - 小野真弓
- 野々村照代（アカシア保育園 園長） - 茅島成美
- 質屋の店主 - 山口良一
- 大友政行（オオトモ不動産 社長） - 木下ほうか
- 越村（石川県警 刑事） - 五代高之
- 佐藤修一（都議会議員） - 中田博久
- 河合駿平（「鈴蘭荘」101号室の入居者） - 成松慶彦
- 岩田和志（12年前に行方不明 → 白骨死体で発見される） - ひわだこういち
- 高校生 - 瀬戸尚哉、葉山裕太
- 写真協力 - アジャ・コング

第8作「信州・安曇野〜白骨温泉 売春組織に迫る復讐の剣」（2013年）
- 水元敦子（警視庁警務部 剣道指導員・梢田威の幼馴染） - 山本未來
- 緑川育郎（売春の元締） - 柳憂怜
- 曽根原正子（佑一の母・安曇野わさび農場 従業員） - 大沢逸美
- 百瀬（長野県警松本北警察署 刑事） - 小林正寛
- 白骨温泉「泡の湯」女将 - 東山明美
- 赤羽小百合（タクシードライバー・富井一郎の知り合い） - 中島陽子
- 五十嵐孝夫（天使会グループ 社長） - 野村修一
- 曽根原祐一（松本教育大学 元剣道部員） - 田島優成
- 餃子屋の店主 - 志賀廣太郎
- 樋口奈々（「そば処えんじぇる」店員） - 中島愛里
- 古谷真澄（スナックのホステス） - 古川小夏
- 松本教育大学 剣道師範 - 伏見哲夫
- 吉永麗奈（偽女子高生） - 藤井武美
- 夏目夕貴（偽女子高生） - 優希
- おでん屋の店主 - 芹沢礼多
- マンガ喫茶店員 - 柴崎真人
- 高校生 - 三浦海里
- 山内芳之（「そば処えんじぇる」の蕎麦打ち職人） - 深水三章
- 水元克也（長野県警松本北警察署 署長・敦子の兄） - 小木茂光

第9作「にわか雨が殺意を導く 疑惑の夫婦に完璧すぎるアリバイ！殺された郵便配達人の正体は!? 凸凹コンビが真相へ突っ走る!!」（2014年）
- 丸山千秋（直哉の妻・亮子の実娘） - 村井美樹
- 丸山直哉（有機野菜専門店「ベジ丸山」店主） - 大浦龍宇一
- 団子屋 - 小倉一郎
- そば屋 - 赤星昇一郎
- 洋品屋 - 高橋修
- 桜庭芳樹（詐欺師） - 古井榮一
- 丸山透（直哉と千秋の息子・亮子の実孫） - 五十嵐空
- 嶋寛二（偽郵便局員） - 小橋川よしと
- 吉川 - 三星登史子
- 御茶ノ水警察署 女性警察官 - 熊谷知花
- 嶋成一（寛二の兄・10年前転落死） - 西村諭士
- キャバクラのスカウト - 滝直希
- 梢田威の知り合いのおばあちゃん - 星野晶子
- 日下部修（日下部探偵社 オーナー） - 加藤衛
- ホテル従業員 - 眞砂享子
- 米倉修平（和歌山県警 元刑事） - 桜木健一
- 笠井亮子（イタリア料理店「リストランテ カサイ」オーナーシェフ・本名「吉川渚」・千秋の実母・透の実祖母） - 東ちづる

第10作「船越英一郎主演100作記念！元警察官の不審死…残された6ケタの暗号？復讐に燃える父の失踪と大物政治家の殺害予告二転三転する難事件に破天荒なデカが挑む！」（2016年）
- 市村茂（香坂努殺害の指名手配犯・元ヤミ金融「ラッキーローン」債権回収担当） - 蟹江一平（幼少期：大田愛翔）
- 会田マミ - 森脇英理子（幼少期：志村美空）
- 西岡真由美（市村の元恋人） - 中原果南
- 香坂努（警視庁杉並東警察署 生活安全課 元巡査長・梢田威の後輩・5年前死亡） - 山中聡
- 飯島正明（中央セキュリティ 取締役・神奈川県警箱根警察署 元刑事課長） - 阪田マサノブ
- 香坂五月（努の妹） - 小松美咲
- まんじゅう屋 - 岸博之
- だんご屋 - 小嶋尚樹
- 小森の秘書 - 吉川純広
- ホームレス - 増田俊樹
- アナウンサー - 川野良子
- 韓国ドラマの俳優 - ミョンジュ
- 璃娃（整体師） - 璃娃（本人役）
- 市村の生家の隣人 - 吉田幸矢
- 松本拓也（中央セキュリティ 社員・小森のSP） - 鍛治直人
- 韓国ドラマの女優 - 金子静
- 西岡努（市村と真由美の息子） - 中野遥斗
- 小森要三（民自党代議士・警察OB） - 佐戸井けん太
- 香坂正二（努と五月の父・医師） - 竜雷太

## スタッフ
- 原作 - 逢坂剛（「しのびよる月」より）
- 企画･編成（フジテレビ） - 荒井昭博（第1作）、保原賢一郎（第2作）、熊谷剛（第2作 - 第5作）、佐藤未郷（第6作 - 第8作）、細貝康介（第9作）、吉田寛生（第9作）、加藤達也（第10作）
- 脚本 - 外村朋子、扇澤延男、ワタナベリョウスケ
- 監督 - 皆川智之、藤嘉行、長谷川康
- 音楽（第10作） - 吉川清之、奈良悠樹
- 技斗 - 的場浩司、車邦秀、大道寺俊典
- 技術協力 - ティエスピー・エンジニアリング、WING-T
- 美術協力 - 山崎美術、タカツメディアサービス
- 編集・MA - ビデオフォーカス
- 車両 - マエダオート
- プロデューサー(TSP) - 齋藤賴照、山田大作（第1作）、八木沢洋美（第2作）、神戸將光（第4作 - ）、中頭千廣（第6作 - ）
- 制作 - フジテレビ
- 制作著作 - TSP

## 放送日程
- 第10作は船越の2時間ドラマ主演通算100作目（※民放全局を換算）[36]

| 話数 | 放送日         | サブタイトル | 脚本               | 監督     |
| ---- | -------------- | --- | ------------------ | -------- |
| 1    | 2004年09月10日 | 必死の捜査報告 | 外村朋子           | 皆川智之 |
| 2    | 2005年12月02日 | 必死の生活安全課 | 外村朋子           | 皆川智之 |
| 3    | 2007年03月16日 | 涙の生活安全課〜必死のアキバ捜査網〜 | 外村朋子           | 皆川智之 |
| 4    | 2008年08月01日 | 罠にはまった生活安全課 | 扇澤延男           | 皆川智之 |
| 5    | 2010年01月22日 | 走れ！生活安全課〜振込め詐欺の出し子を探せ〜 | 外村朋子           | 皆川智之 |
| 6    | 2011年10月21日 | 欺かれた生活安全課 | 外村朋子           | 皆川智之 |
| 7    | 2012年07月27日 | 能登・金沢 ストーカー連続殺人事件の闇 | 外村朋子           | 皆川智之 |
| 8    | 2013年01月18日 | 信州・安曇野〜白骨温泉 売春組織に迫る復讐の剣 | 外村朋子           | 皆川智之 |
| 9    | 2014年08月29日 | にわか雨が殺意を導く 疑惑の夫婦に完璧すぎるアリバイ！ 殺された郵便配達人の正体は!? 凸凹コンビが真相へ突っ走る!!                                      | 扇澤延男           | 藤嘉行   |
| 10   | 2016年12月09日 | 船越英一郎主演100作記念！ 元警察官の不審死…残された6ケタの暗号？ 復讐に燃える父の失踪と大物政治家の殺害予告 二転三転する難事件に破天荒なデカが挑む！ | ワタナベリョウスケ | 長谷川康 |